# 徐良 (白眉大侠)
徐良，“大五义”徐庆之子，山西太原府人氏。相貌奇丑无比，白眼眉最为显眼，号“白眉大侠”。使金丝大环刀，武艺高超，好诙谐，善使暗器，又号“三手大将 多臂人雄”。
徐良是“小五义”成员之一，学武入门老师是云中鹤魏真，后师从金睛好斗梅良祖。
演义小说《白眉大侠》主要讲的就是徐良和其他群雄的英雄故事。《三侠五义》中也有描述徐良的片段。